# Arberella bahiensis
Arberella bahiensis är en gräsart som beskrevs av Thomas Robert Soderstrom och Fernando Omar Zuloaga. Arberella bahiensis ingår i släktet Arberella och familjen gräs. Inga underarter finns listade i Catalogue of Life.